# Moord op Junko Furuta
De moord op Junko Furuta was een gebeurtenis, waarbij van 25 november 1988 t/m 4 januari 1989 het 17-jarige Japanse meisje Junko Furuta (18 januari 1971 – 4 januari 1989) werd ontvoerd, gemarteld, verkracht en ten slotte vermoord door een groep minderjarigen. De zaak staat in Japan officieel bekend als Joshikōsei konkurīto-zume satsujin-jiken (女子高生コンクリート詰め殺人事件), wat zich vrij laat vertalen als "zaak van het in cement gegoten vermoorde middelbare-schoolmeisje". Dit omdat haar lijk werd teruggevonden in een vat, begraven in ongeveer 189 liter cement.
De zaak vestigde nationaal en internationaal de aandacht op rehabilitatie van jeugdige misdadigers, met name diegene die volgens volwassenenrecht zijn berecht.

## Misdrijf
Op 25 november 1988 ontvoerden vier jongens, Hiroshi Miyano (宮野 裕史), Jō Ogura (小倉 譲), Shinji Minato (湊 伸治) en Yasushi Watanabe (渡邊 恭史), Furuta, een studente van de Yashio-Minami High School in Misato. De daders stonden bekend als gewelddadig en waren lid van de yakuza waarin ze een lage rang hadden, waardoor veel mensen bang voor ze waren. De groep had al eerder vrouwen lastiggevallen en verkracht. Hiroshi Miyano ging naar dezelfde school als Furuta en had avances naar haar gemaakt die Furuta had afgewezen omdat ze nog geen relatie wilde. Miyano besloot hierop wraak op haar te nemen. Furuta werd opgewacht toen ze van haar part-time werk naar huis fietste en door Minato van haar fiets geschopt waarna hij wegrende. Miyano deed zich vervolgens voor als barmhartige Samaritaan en bood aan Furuta te helpen; in plaats daarvan leidde hij haar naar een magazijn en onthulde lid te zijn van de yakuza en haar ouders te vermoorden als ze niet precies deed wat hij zei. Hij verkrachtte haar in het magazijn en een tweede keer in een hotel, waarna hij zijn drie vrienden opbelde en voorstelde haar als seksslavin te houden.
In de 40 dagen erop hielden ze haar vast in het huis van de ouders van Jō, gelegen in het district Ayase in Adachi, Tokio. Om te voorkomen dat haar ouders of anderen die haar kenden haar verdwijning zouden opmerken, dwongen de vier ontvoerders Furuta om haar ouders te bellen en te vertellen dat ze bij vrienden verbleef. De ouders van Jō waren op de hoogte van wat er gebeurde, maar grepen niet in. Volgens eigen zeggen waren ze bang dat Jō hen ook wat aan zou doen. Ook andere mensen in de omgeving vermoedden dat er iets mis was maar niemand greep in. Het huis werd een ontmoetingsplaats van bendeleden die Furuta op uitnodiging van de vier als seksslavin gebruikten. Furuta werd door grof geweld en dreigementen haar familie te doden in bedwang gehouden.
In de 40 dagen waarin Furuta werd vastgehouden, moest ze een aantal vreselijke momenten ondergaan:
- Ze werd meerdere malen verkracht en mishandeld, ook door andere bendeleden die op uitnodiging van de vier Furuta kwamen misbruiken
- er werd smeedijzer in haar vagina geduwd,
- ze werd gedwongen om haar eigen urine en kakkerlakken te consumeren,
- er werden flessen en aangestoken vuurwerk in haar anus geduwd,
- een van haar tepels werd met een tang afgeknipt,
- ze kreeg nauwelijks te eten,
- ze moest in de winter buiten op het balkon slapen,
- er werden meerdere dumbbells op haar buik gegooid, en
- ze werd verbrand met sigaretten en aanstekerbenzine (waarvan een keer als straf omdat ze de politie probeerde te bellen).[1]

Furuta had regelmatig haar kidnappers gevraagd haar te vermoorden zodat de martelingen tenminste over zouden zijn, maar dit werd geweigerd. Op het laatst was ze zo verzwakt dat ze een uur nodig had om de badkamer te bereiken, en ontwikkelde ze ontstekingen, vooral aan haar onbehandelde brandwonden die begonnen te stinken. Hierdoor verloren de vier hun seksuele belangstelling voor haar maar ze konden haar niet meer laten gaan dus bleven ze haar gevangen houden en martelen. Ze werd incontinent en wanneer ze haar urine of ontlasting liet lopen werd ze ook hiervoor hard gestraft. Hun seksuele lusten vierden ze bot op een ander meisje dat eveneens op weg naar huis werd opgewacht en vervolgens door de vier jongens verkracht.
Na 40 dagen waarin Furuta herhaaldelijk werd verkracht en gemarteld, werd ze vermoord. De fatale laatste marteling duurde twee uur en was begonnen door Miyano die zijn frustratie over een verloren spelletje mahjong op haar afreageerde. Haar lichaam werd in een vat gevuld met cement verstopt, dat vervolgens werd gedumpt op een stuk recentelijk gewonnen land in Kōtō. Het lijk werd pas een jaar later ontdekt. Haar gezicht was nauwelijks herkenbaar en ze was over haar hele lichaam zwaar verminkt; toch bleek ze op het moment van haar dood zwanger te zijn geweest door de verkrachtingen, ondanks de zware inwendige schade die ze had opgelopen.

## Arrestatie en rechtszaak
De arrestatie en de rechtszaak, alsmede de rehabilitatie van de daders, groeiden uit tot een mediasensatie.
Hoewel ze allemaal nog minderjarig waren, werden de vier daders als volwassenen berecht. Wel trachtte de rechtbank vanwege de jeugdige leeftijd van de vier verdachten hun identiteit geheim te houden. Het tijdschrift Shūkan Bunshun negeerde echter het bevel tot geheimhouding en publiceerde alle vier de namen.
Voor zijn aandeel in de moord werd Jō veroordeeld tot acht jaar jeugdgevangenis. Hij kwam in augustus 1999 vrij. In juli 2004 werd hij weer opgepakt voor geweldpleging tegenover een medeplichtige, waarvoor hij zeven jaar cel kreeg.
In juli 1990 werd de leider van de ontvoerders door een lagere rechtbank tot 17 jaar cel veroordeeld. Drie medeplichtigen kregen respectievelijk vier tot zes jaar cel, drie tot vier jaar, en vijf tot 10 jaar. Tegen de straffen werd beroep aangetekend. De hogere rechtbank verzwaarde de straffen. De leider kreeg 20 jaar cel; de op een na hoogste gevangenisstraf na levenslang. Rechter Ryūji Yanase deed dit volgens eigen zeggen vanwege de aard van het misdrijf en het effect ervan op de familie van Furuta. De straffen in eerste aanleg werden zwaar bekritiseerd als zijnde te licht, ook was er zware kritiek op de passieve houding van buitenstaanders die signalen hadden opgepikt dat er iets mis was.
Furutas ouders spanden tevens een rechtszaak aan tegen de eigenaren van het huis waarin de moord had plaatsgevonden. Ze werden veroordeeld tot een schadevergoeding en moesten hun huis verkopen om deze te kunnen betalen, temeer daar hun zoon en dader Jō nog snel de bankrekening van zijn ouders had geplunderd om er luxegoederen van te kopen. Het graf van Furuta werd gevandaliseerd door Jō's moeder, 'omdat zij het leven van haar zoon had verwoest.'

## Media
Er zijn ten minste drie Japanstalige boeken over de moordzaak geschreven:
In 1995 maakte Katsuya Matsumura een exploitatiefilm over de moord getiteld  Joshikōsei konkurīto-zume satsujin-jiken (zoals de benaming van de moordzaak). Yujin Kitagawa speelde hierin de rol van de leider van de ontvoerders. Een tweede film, Concrete, werd uitgebracht in 2004. Deze film gebruikte de boeken over de zaak als uitgangspunt.
Seiji Fujii schreef een roman over de zaak getiteld 17-sai, welke ook tot een manga werd bewerkt. Zowel roman als manga hebben echter een einde waarin het slachtoffer de ontvoering overleeft.